# Los Angeles Rams 1971
La stagione 1971 dei Los Angeles Rams è stata la 34ª della franchigia nella National Football League e la 26ª a Los Angeles Malgrado l'avere battuto in entrambe le occasioni i San Francisco 49ers vincitori della division, i Rams si classificarono secondi nella NFC West.

## Scelte nel Draft 1971

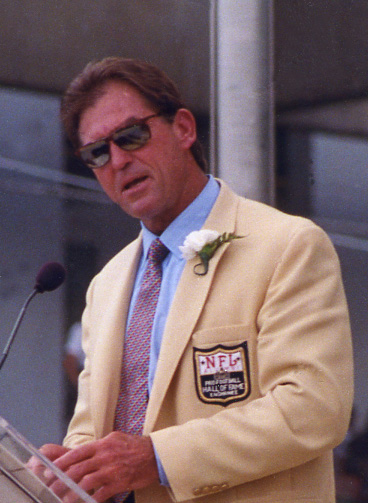
I Rams scelsero il futuro Hall of Famer Jack Youngblood nel primo giro del Draft 1971

## Roster
| Roster dei Los Angeles Rams nel 1971 |
| --- |
| Quarterback - 18 Roman Gabriel - 17 Jerry Rhome Running Back - 33 Willie Ellison - 34 Les Josephson - 36 Larry Smith - 35 Bob Thomas - 44 Lee White Wide Receiver - 48 Matt Maslowski - 13 Lance Rentzel - 84 Jack Snow Tight End - 88 Pat Curran - 80 Bob Klein Offensive Linemen - 77 Rich Buzin T - 63 Joe Carollo T - 73 Charlie Cowan T - 50 Ken Iman C - 64 Mike LaHood G - 65 Tom Mack G - 61 Rich Saul C - 76 Harry Schuh T - 71 Joe Scibelli G Defensive Linemen - 79 Coy Bacon DE - 75 Deacon Jones DE - 67 Bill Nelson DT - 74 Merlin Olsen DT - 72 Phil Olsen DT - 78 Gregory Wojcik DT - 85 Jack Youngblood DE Linebacker - 36 Ken Geddes - 56 Dean Halverson - 86 Marlin McKeever - 52 John Pergine - 53 Jim Purnell - 64 Jack Reynolds MLB - 58 Isiah Robertson Defensive Back - 39 Kermit Alexander SS - 23 Alvin Haymond CB - 42 Dave Elmendorf SS - 20 Gene Howard CB - 19 Jim Nettles CB - 24 Clancy Williams CB Special Team - 27 David Ray K                        |
| Legenda - I rookie sono in corsivo. - Il primo ruolo è il principale mentre gli eventuali successivi indicano i ruoli secondari. - (IR) sta per Injured Reserve ed indica la lista ristretta per un solo giocatore infortunato che può tornare ad allenarsi dopo la settimana 6 e a rientrare in prima squadra dopo che questa ha giocato 8 partite. - (NF-Inj.) / (NF-Ill.) stanno rispettivamente per Non-Football Injured e Non-Football Illness ed indicano le liste dove viene inserito un giocatore che ha un infortunio o una malattia non dipendente dal football americano. - (PUP) sta per Physically Unable to Perform ed indica la lista dove viene inserito un giocatore mentre è in attesa di recuperare la condizione fisica. Nella stagione regolare dopo la sesta partita giocata dalla propria squadra, il giocatore ha tempo tre settimane per riprendere ad allenarsi, più tre settimane aggiuntive dal suo rientro agli allenamenti per rientrare in prima squadra. |

## Calendario
| Stagione regolare |                        |         |
| 1                 | at New Orleans Saints  | S 24–20 |
| 2                 | Atlanta Falcons        | P 20–20 |
| 3                 | Chicago Bears          | V 17–3  |
| 4                 | at San Francisco 49ers | V 20–13 |
| 5                 | at Atlanta Falcons     | V 24–16 |
| 6                 | Green Bay Packers      | V 30–13 |
| 7                 | Miami Dolphins         | S 20–14 |
| 8                 | at Baltimore Colts     | S 24–17 |
| 9                 | at Detroit Lions       | V 21–13 |
| 10                | San Francisco 49ers    | V 17–6  |
| 11                | at Dallas Cowboys      | S 28–21 |
| 12                | New Orleans Saints     | V 45–28 |
| 13                | Washington Redskins    | S 38–24 |
| 14                | at Pittsburgh Steelers | V 23–14 |

## Classifiche
| NFC West            |   |   |   |      |       |       |     |     |     |
|                     | V | S | P | %    | DIV   | CONF  | PF  | PS  | STR |
| San Francisco 49ers | 9 | 5 | 0 | .643 | 2–4   | 7–4   | 300 | 216 | V2  |
| Los Angeles Rams    | 8 | 5 | 1 | .615 | 4–1–1 | 7–3–1 | 313 | 260 | V1  |
| Atlanta Falcons     | 7 | 6 | 1 | .538 | 3–2–1 | 4–6–1 | 274 | 277 | V1  |
| New Orleans Saints  | 4 | 8 | 2 | .333 | 2–4   | 4–7   | 266 | 347 | S3  |

Nota: I pareggi non venivano conteggiati ai fini della classifica fino al 1972.

## Premi
- Isiah Robertson:

rookie difensivo dell'anno